# Pangkalan (Uram Jaya)
Pangkalan is een bestuurslaag in het regentschap Lebong van de provincie Bengkulu, Indonesië. Pangkalan telt 418 inwoners (volkstelling 2010).